# Lene Mykjåland
Lene Mykjåland, född den 20 februari 1987 i Kristiansand, är en norsk fotbollsspelare (forward) som senast representerade LSK i norska Toppserien.
Hon kom till Røa 2006 efter två säsonger i Amazon Grimstad, och vann med Røa dubbeln (cupen och serien) både 2008 och 2009. Sistnämnda år vann hon även skytteligan i Toppserien. Efter säsongen 2009 blev hon proffs i Washington Freedom i amerikanska WPS, men flyttade tillbaka till Røa säsongen därpå. Mykjåland har även representerat norska landslaget, bland annat i VM 2007 och OS 2008.